# Hole in the sky (canción)
Hole in the Sky (en español: "Agujero en el cielo") es la primera canción del sexto álbum de Black Sabbath, Sabotage.

## Descripción
Ha sido tocada en muchos conciertos de la banda, además de pertenecer a su álbum en directo, Past Lives. Es, junto con "Symptom of the Universe", la canción más conocida de  Sabotage. Antes del segundo 0:07, se pueden escuchar unas voces y una dice: "One, two, three, four". 
Tiene varios riffs inconfundibles. El estribillo es así: Hole in the sky! Take me to heaven! (en español: ¡Agujero en el cielo! ¡Llévame al cielo!). Es una de las canciones más cortas del disco.

## Versiones
Ha sido interpretada por muchos artistas, entre ellos: Metallica, Machine Head, Pantera y Overkill.

## Créditos
- Mike Butcher: producción
- Ozzy Osbourne: voz
- Tony Iommi: guitarra
- Geezer Butler: bajo eléctrico
- Bill Ward: batería